# Палилулска чесма
Палилулска чесма је јавна чесма у Нишу, постављена у бурету, у нишком насељу Палилула, на локацији познатој као Теферич. Иначе, теферич је иначе у давна времена било место окупљања на Палилули, а и сада су тамо клупе за одмор и дружење.
Ту је била и стара чесма, која је такође била у бурету која је пропала, а обнову је након 11 година иницирало Удружење „Сокак”. Новинар Мирољуб Марковић је дао буре, из фирме „Вагрес” су урадили њихов део посла, „Наиссус” је повезао на водоводну мрежу, а „Медиана” засадила цвеће.
Друштво за очување традиције и улепшавање Палилуле Сокак” чесму је посветило легендама Палилуле, музичарима Робију и Чокалији, који би требало да добију и свој споменик у овом нишком насељу.